# Бенджамин Кайл
Бенджамин Кайл (англ. Benjaman Kyle) — псевдоним американца, страдавшего тяжёлой диссоциативной амнезией, выбранный им после того, как он был найден в 2004 году рядом с рестораном быстрого питания в Джорджии травмированным, без одежды и документов. В результате отсутствия личных воспоминаний в период с 2004 по 2015 год ни он, ни власти не были уверены в его подлинной личности и происхождении, несмотря на розыск, в ходе которого использовались объявления в СМИ, в том числе на телевидении, и другие методы.
В конце 2015 года многолетние усилия детективов, специализирующихся на установлении родства путём отслеживания биологических и генетических связей между людьми (см. Adoption detective), увенчались успехом. Было установлено, что настоящие имя и фамилия Бенджамина Кайла — Уильям Бёрджесс Пауэлл (англ. William Burgess Powell). При этом часть истории его пропавших лет по-прежнему остаётся неизвестной. Он также больше не должен полагаться на теневые рабочие места и может рассчитывать на полноценное социальное обеспечение с повторным открытием своего номера социального страхования.

## История Бенджамина Кайла
31 августа 2004 года в 5 часов утра сотрудник ресторана быстрого питания Burger King в Ричмонд-Хилле (штат Джорджия) обнаружил за мусорным контейнером ресторана неизвестного человека, без сознания, сожжённого солнцем и голого. У него было три впадины в черепе, которые, по-видимому, были вызваны ударами тупым предметом, также на его теле были найдены красные следы от муравьиных укусов. Неизвестного доставили в больницу Кандлер в Саванне. У него не было документов, удостоверяющих личность, и в больничных документах он был записан как «Burger King Doe». Уголовное расследование было открыто полицией Ричмонда Хилла только в 2007 году. Никаких сообщений о похищенных транспортных средствах в этом районе не было, сотрудники местных ресторанов и гостиниц не смогли опознать Кайла. Через две недели он был переведён в Университетский медицинский центр.
После пробуждения, когда сотрудники больницы попросили неизвестного назвать своё имя, он вспомнил, что его зовут Бенджаман (Benjaman), с двумя «а», но не смог вспомнить фамилию. Неизвестный сам придумал фамилию «Кайл». У него была выявлена катаракта обоих глаз, которые были прооперированы через девять месяцев, после того как благотворительная организация собрала достаточно денег для оплаты операции. Увидев себя в зеркале в первый раз, Кайл понял, что он на 20 лет старше, чем думал.
Кайл считал, что он проезжал через Ричмонд-Хилл (штат Джорджия) по дороге 17 или дороге 95 в конце августа 2004 года. Возможно, он был в пути из-за урагана Чарли, который ударил в начале этого месяца.
Покинув больницу, Кайл провёл несколько лет в мужском приюте и больнице Грейс-хаус. В 2007 году в Центре медицинского обслуживания Джей-Си Льюиса он встретил медсестру, которая заинтересовалась его историей. Медсестра помогала Кайлу финансово, в то время как он зарабатывал около 100 долларов в месяц, в основном занимаясь работой на дворе. Во время этих работ Кайл обнаружил, что он умеет водить машину. В 2007 году Джейсон А. Кинг в Атланте диагностировал ему диссоциативную амнезию. Кинг предположил, что амнезия Кайла датируется 31 августа 2004 года. Юридические службы Джорджии не получили медицинские документы для Кайла, потому что больница, где он лечился, потребовала плату в размере 800 долларов США. Конгрессмен от Джорджии Джек Кингстон чтобы помочь с идентификацией Кайла, отправил образцы его ДНК в Отдел информационных служб уголовного правосудия ФБР в Западной Вирджинии.
В 2008 году Кайла пригласили выступить на шоу доктора Фила.
В марте 2011 года к Кайлу обратился Джон Викстром, студент факультета киноискусства Университета штата Флорида. Кайл переехал в Джексонвиль (штат Флорида), чтобы сниматься для документального фильма. В 2011 году, с помощью Майка Вайнштейна, члена Палаты представителей штата Флорида, Кайл смог легализоваться во Флориде, получив местное удостоверение личности. История Кайла, рассказанная телеканалом News4Jax, привлекла внимание местного бизнесмена, который нанял Кайла в качестве посудомойки. По состоянию на январь 2015 года он проживал в Джексонвилль-Бич (штат Флорида), в кондиционированной домике 5 футов на 8 футов, предоставленном благотворителем.
В течение многих лет после обнаружения Кайл был бездомным и не мог получить работу, так как не смог вспомнить свой полный номер социального страхования. Было создано несколько онлайн-петиций с просьбой к законодателям предоставить Кайлу новый номер социального страхования. В феврале 2015 года судебный генеалог Коллин Фицпатрик сообщил, что Кайл прекратил все контакты с ней. 16 сентября 2015 года Кайл объявил, что его настоящая личность была установлена, включая его имя и членов семьи. Он сказал, что не будет объявлять свои настоящие имя и фамилию ради обеспечения тайны личной жизни своей семьи.

## Попытки идентификации личности Кайла
Были предприняты ряд серьёзных попыток идентифицировать личность Кайла, сопоставляя его отпечатки пальцев или ДНК с данными, хранящимися в различных базах данных. Эти усилия включали:
- Сравнение отпечатков пальцев с базой данных о преступниках Национального центра информации о преступлениях[англ.] (NCIC) ФБР
- Сравнение отпечатков пальцев с базами данных военного персонала и государственных служащих
- Тест Y-ДНК через Центр идентификации человека в Университете Северного Техаса[англ.] (Дентон, Техас)
- Тест Y-ДНК для компании генетической генеалогии FamilyTreeDNA (Хьюстон, Техас)[11]
- Поиск в онлайн-базах данных Y-ДНК, таких как Ybase.org, Ysearch.org, usystrdatabase.org, smgf.org и DNAAncestry.com
- Поиски в онлайн-базах данных mtDNA, таких как mitosearch.org, EMPOP.org и smgf.org
- Сравнение распознавания лиц Бюро транспортных средств штата Индиана с лицами, получившими водительские права в штате Индиана с 1998 года[12]
- Исследование анонсов рождений, опубликованных в газетах Индианаполиса[13]
- Проводки с сетями пропавших без вести[14]

В июле 2009 года Департамент по делам ветеранов США проводил поиск среди Кайлов, воевавших во Вьетнаме, основанный на дате рождения и физических характеристиках Бенджамена Кайла.
Газетные статьи о Кайле были опубликованы в Boulder Daily Camera 5 июля 2009 года и в Denver Post 7 июля 2009 года. Основываясь на воспоминаниях Кайла о кампусе Университета Колорадо в Боулдере, можно было надеяться, что кто-то ответит на статьи и поможет идентифицировать его. По состоянию на сентябрь 2010 года этого не произошло.
Кайл сделал несколько тестов ДНК. Тест, сделанный компанией генетической генеалогии FamilyTreeDNA показал отдалённое совпадение ДНК Кайла с ДНК семейства Пауэлл. Основываясь на этих результатах, в марте 2010 года в базе данных Фонда молекулярной генеалогии Соренсона была обнаружена почти идеальная ДНК-связь с американцем шотландского происхождения Дэвидсоном, внуком Роберта Холдена Дэвидсона, который родился в 1885 году в Логане (Юта), умер в 1946 в Чико (Калифорния). Результаты этого Дэвидсона сильно отличались от других Дэвидсонов, которые были проверены в рамках Исследовательского проекта исследования ДНК семьи Дэвидсон/Дэвисон/Дэвиссон. Предполагалось, что его юридическое имя может быть Дэвидсоном, но в прошлых поколениях фамилия была первоначально Пауэлл. Сравнение местонахождения семей Пауэлл и Дэвидсон показало, что члены обеих семей в начале 1900-х годов жили в непосредственной близости друг от друга на северо-западе Тихоокеанского побережья США.
Географическое сравнение результатов Y-ДНК Кайла и базы данных YYRD Y Users Group показало несколько близкое соответствие в южном Канзасе и северной Оклахоме, но охват США в этой базе данных разрежён и включает только гаплотипы Y-ДНК. Более всеобъемлющий аутосомный анализ ДНК компании 23andMe, относящийся к линиям семейного пола, показывает большое количество связей с родословной в западной Каролине, восточном Теннесси, северной Алабаме и северной Джорджии.
Колин Фицпатрик попыталась создать генеалогическое древо для Кайла, и на основании тестов ДНК его родственники были идентифицированы в Западной Каролины, среди людей которые сотрудничали с ней, чтобы попытаться определить его личность. Усилия Фицпатрика в итоге не увенчались успехом.
Появление Кайла на Reddit AMA в 2012 году и снова в 2013 году привлекло несколько возможных потенциальных клиентов, большинство из которых были опровергнуты. В одном заметном руководстве два пользователя Reddit утверждали, что Кайл работал в ресторане сети Waffle House в Кеннесо (штат Джорджия). Тем не менее, ни один из пользователей не ответил на личные сообщения при обращении, а поиск по корпоративным записям Waffle House позволил предположить, что выводы были ложными.

## Идентификация
16 сентября 2015 года Кайл объявил на своей странице в Facebook, что его личность была идентифицирована командой ангелов-поисковиков, возглавляемых СиСи Мур.
«Чуть более двух месяцев назад я был проинформирован СиСи Мур о том, что они воссоздали мою идентичность, используя ДНК. Многие люди поделились своими профилями ДНК, чтобы их можно было сравнить с моими. Через процесс ликвидации они определили мою родовую родословную и моих родственников. Анализ ДНК, проведённый с близким родственником, подтвердил, что мы связаны», — писал Кайл.
22 сентября Orlando Sentinel сообщил, что Кайл получил свою идентификационную карточку во Флориде с помощью IDignity, организации из Орландо, которая помогает бездомным, в том числе, в вопросе получения документов, удостоверяющих личность. IDignity также помогала идентифицировать Кайла.
21 ноября 2016 года была раскрыта истинная личность Кайла как Уильяма Бёрджесса Пауэлла.

## Освещение в СМИ
18 декабря 2008 года Кайл появился на шоу доктора Фила в эпизод «Кто я». Доктор Фил оплатил за Кайла услуги профессионального гипнотизёра, чтобы помочь ему восстановить потерянные воспоминания. Также Кайл появился в местных телевизионных сетях по всей стране. Кайл рассказывал, что его встретили со скептицизмом.
В марте 2011 года Кайл участвовал в съёмках документального фильма Джона Викстрома, студента Колледжа киноискусства Университета штата Флорида. Фильм, озаглавленный Finding Benjaman, был частично описанием любопытных обстоятельств его жизни и отчасти призывом к действию для местных медиа-групп и политиков. Фильм был приглашён для участия в кинофестивале Tribeca и в американском павильоне на Каннском кинофестивале. Кент Юстис из флоридского телеканала News4Jax (WJXT) сняла серию о Кайле с помощью местного конгрессмена Майка Вайнштейна. Через Вайнштайна и Флоридский департамент безопасности дорожного движения и автотранспортных средств Кайл смог получить устаревшую идентификационную карту в дополнение к удостоверению личности, которое он получил, когда жил в Джорджии. Благодаря усилиям флоридских журналиста и политика он смог найти работу и жильё.
Известие об идентификации Кайла получило широкое освещение, в том числе благодаря Orlando Sentinel, ABC News и New York Daily News.